# Franz Xaver Hochbichler
Franz Xaver Hochbichler auch Franz Xaver Hochpichler (* 13. November 1733 in Zell am Ziller; † 20. Februar 1825 in Salzburg) war ein österreichischer römisch-katholischer Geistlicher.

## Leben
Franz Xaver Hochbichler war das zweite von zehn Kindern des Gastwirts und Brauers Ludwig Hochbichler und dessen Ehefrau Anna Maria (geb. Lauterbacher).
Er kam bereits 1743 zur Ausbildung nach Salzburg und wurde Alumnus des Priesterhauses.
Am 17. Dezember 1757 wurde er zum Priester geweiht und war anschließend als Aushilfe in der Stadtkaplanei tätig, bis er im Februar 1761 Kooperator in Haus im Ennstal wurde.
Er wurde 1766 Mitregistrator im Konsistorium im Chiemseehof in Salzburg, zwei Jahre später 1768 auch Konsistorialsekretär und Kanoniker des ehemaligen Salzburger Schneeherrnstifts (Collegiata Beatæ Virginis ad Nives).
Am 1. Mai 1768 erfolgte seine Ernennung zum Konsistorialrat und am 1. Januar 1777, als Nachfolger von Joseph Christoph Mayer († 1776), zum Konsistorialdirektor des fürstbischöflichen Konsistoriums, das aus einem Präsidenten, dem Direktor, einem Kanzler und sieben Räten bestand; als Direktor wuchs sein Einfluss zusehends und er bildete den konservativen Gegenpol zum aufklärerischen Konsistorialkanzler Johann Michael Bönike (* 10. Januar 1734; † zwischen 24. und 31. Mai 1811). 1794 leitete er als Direktor des Konsistoriums unter anderem eine Untersuchung gegen das Priesterhaus wegen heterodoxer Bücher ein.
Papst Pius VII. ernannte Franz Xaver Hochbichler am 4. September 1805 zum Administrator und Vicarius spiritualis der Propstei Berchtesgaden.
Unter Diözesanadministrator Leopold Maximilian von Firmian war Franz Xaver Hochbichler Generalvikar der Erzdiözese Salzburg und Wirklicher Geheimer Rat.
Sein Grabmal findet sich in der Margarethenkapelle des Petersfriedhofs in Salzburg.

## Ehrungen und Auszeichnungen
Wenige Wochen vor seinem Tod wurde Franz Xaver Hochbichler am 12. Februar 1825 von Kaiser Franz II. mit der großen Goldenen Zivil-Ehrenmedaille mit Kette ausgezeichnet.